# استانه کرستولوویچ
اِستانه کرستولوویچ (کرواتی: Stane Krstulović؛ ۱۷ اکتبر ۱۹۲۹ – ۱۴ آوریل ۲۰۱۲) بازیکن فوتبال اهل کرواسی بود.
از باشگاه‌هایی که در آن بازی کرده‌است می‌توان به باشگاه فوتبال هایدوک اسپلیت اشاره کرد.
وی همچنین در تیم‌های ملی فوتبال یوگسلاوی و کرواسی بازی کرده‌است.